# Haplogruppe Q (mtDNA)
Die Haplogruppe Q ist in der Humangenetik eine Haplogruppe der Mitochondrien.
Heute wird die mitochondriale DNA Haplogruppe Q in der südlichen Pazifikregion, vor allem in Neuguinea und Melanesien gefunden. Haplogruppe Q ist sehr vielfältig und kommt häufig unter Papuas und der melanesischen Bevölkerung vor. Es wird abgeleitet, dass die Haplogruppe vor ungefähr 50.000 Jahren entstand. Die Häufigkeit dieser Haplogruppe unter der Bevölkerung der Inseln Wallacea in Ostindonesien ist recht hoch, wobei dies auf eine genetische Verwandtschaft zwischen den Bevölkerungen dieser Inseln und den indigenen Völker von Neuguinea hinweist. Haplogruppe Q wurde ebenfalls, wenn auch in sehr niedriger Frequenz, unter den modernen Bevölkerungen von Sunda, Mikronesien und Polynesien gefunden.

## Stammbaum
Dieser phylogenetische Stammbaum der Subgruppen von Haplogruppe Q basiert auf einer Veröffentlichung von Mannis van Oven und Manfred Kayser und anschließender wissenschaftlicher Forschung.
- Q
  - Q1'2
    - Q1
      - Q1a
      - Q1b
      - Q1c

    - Q2
      - Q2a
      - Q2b

  - Q3
    - Q3a
      - Q3a1

    - Q3b